# Hedersdomstol
Hedersdomstol (ty. Ehrengericht), en domstol, som upptar till behandling sådana mål rörande officerare, vilka inte kan dras inför vanlig domstol, men anses beröra hela officerskårens heder. 
Även privata tvister mellan officerare, duellangelägenheter o.s.v. har kunnat, enligt bestämda regler, i vissa fall dras inför detta forum. Domstolar av detta slag har förekommit inom flera arméer, men är numera mycket sällsynta. Även inom det tyska advokatståndet, inom den tyska börsvärlden och läkarkåren i flera tyska stater fanns förr hedersdomstolar med genom särskilda lagbestämmelser reglerad verksamhet, och liknande institutioner florerade även vid de tyska universiteten.